# 톤턴딘

톤턴딘의 위치

톤턴딘(영어: Taunton Deane)은 잉글랜드 서머싯주에 위치한 비도시 자치구로 중심 도시는 톤턴이며 인구는 112,817명(2014년 기준), 면적은 463.26km2이다.